# Nybyn (Överkalix)
Nybyn (nieuw dorp) (Fins: Niapyyni) is een dorp binnen de Zweedse gemeente Överkalix. Het dorp is gelegen op de oostoever aan de Kalixälven. Aan de overzijde van de rivier ligt Vestra Nybyn.

## Verkeer en vervoer
Bij de plaats lopen de Riksväg 98 en Länsväg 392 die vanaf hier samen naar Tallvik en Överkalix lopen.
Bestuurscentrum: Överkalix (tätort)
Tätort: Vännäsberget · Svartbyn · Tallvik
Småort: Alsån · Boheden · Gyljen · Hedensbyn · Jockfall · Lansjärv · Norra Tallvik · Nybyn
Overig: Grelsbyn · Kälvudden · Lomträsk · Räktjärv · Rödupp